# Pontigné
Pontigné és un municipi delegat de França, al departament de Maine i Loira i a la regió de País del Loira. L'any 2007 tenia 256 habitants.
L'1 de gener de 2013, Pontigné va fusionar amb altres quatre municipis (Baugé, Montpollin, Saint-Martin-d'Arcé i Le Vieil-Baugé) i formar el municipi nou Baugé-en-Anjou.

## Demografia

### Població
El 2007 la població de fet de Pontigné era de 256 persones. Hi havia 91 famílies de les quals 20 eren unipersonals (16 homes vivint sols i 4 dones vivint soles), 28 parelles sense fills i 43 parelles amb fills.
La població ha evolucionat segons el següent gràfic:
Habitants censats

### Habitatges
El 2007 hi havia 122 habitatges, 97 eren l'habitatge principal de la família, 12 eren segones residències i 13 estaven desocupats. 119 eren cases i 3 eren apartaments. Dels 97 habitatges principals, 65 estaven ocupats pels seus propietaris, 28 estaven llogats i ocupats pels llogaters i 4 estaven cedits a títol gratuït; 6 tenien dues cambres, 17 en tenien tres, 17 en tenien quatre i 57 en tenien cinc o més. 66 habitatges disposaven pel capbaix d'una plaça de pàrquing. A 33 habitatges hi havia un automòbil i a 56 n'hi havia dos o més.

### Piràmide de població
La piràmide de població per edats i sexe el 2009 era:
| Homes | Edats   | Dones |
| ----- | ------- | ----- |
| 0     | 95 o +  | 0     |
| 0     | 90 a 94 | 0     |
| 0     | 85 a 89 | 0     |
| 0     | 80 a 84 | 0     |
| 4     | 75 a 79 | 4     |
| 8     | 70 a 74 | 4     |
| 0     | 65 a 69 | 4     |
| 12    | 60 a 64 | 8     |
| 4     | 55 a 59 | 4     |
| 8     | 50 a 54 | 8     |
| 8     | 45 a 49 | 4     |
| 4     | 40 a 44 | 16    |
| 20    | 35 a 39 | 8     |
| 4     | 30 a 34 | 8     |
| 0     | 25 a 29 | 12    |
| 12    | 20 a 24 | 12    |
| 0     | 15 a 19 | 12    |
| 20    | 10 a 14 | 4     |
| 12    | 5 a 9   | 0     |
| 4     | 0 a 4   | 8     |

## Economia
El 2007 la població en edat de treballar era de 163 persones, 121 eren actives i 42 eren inactives. De les 121 persones actives 110 estaven ocupades (57 homes i 53 dones) i 11 estaven aturades (8 homes i 3 dones). De les 42 persones inactives 19 estaven jubilades, 9 estaven estudiant i 14 estaven classificades com a «altres inactius».

### Ingressos
El 2009 a Pontigné hi havia 97 unitats fiscals que integraven 269 persones, la mediana anual d'ingressos fiscals per persona era de 14.820 €.

### Activitats econòmiques
Dels 8 establiments que hi havia el 2007, 1 era d'una empresa de construcció, 2 d'empreses de comerç i reparació d'automòbils, 1 d'una empresa d'hostatgeria i restauració, 1 d'una empresa immobiliària i 3 d'empreses de serveis.
Dels 4 establiments de servei als particulars que hi havia el 2009, 1 era un taller de reparació d'automòbils i de material agrícola, 2 lampisteries i 1 restaurant.
L'any 2000 a Pontigné hi havia 20 explotacions agrícoles.

## Poblacions més properes
El següent diagrama mostra les poblacions més properes.